# Oskar Luts

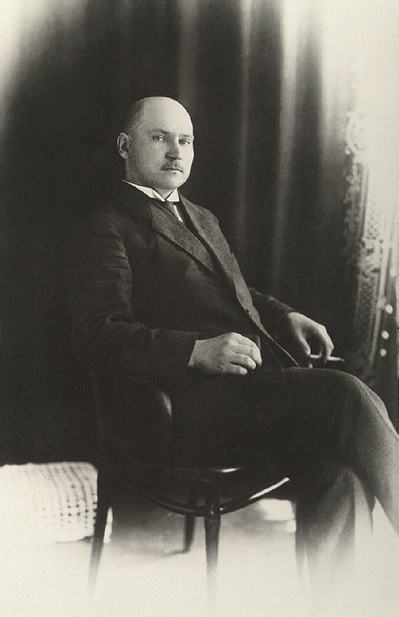
Oskar Luts

Oskar Luts (* 26. Dezember 1886jul. / 7. Januar 1887greg. in Järvepera, heute Gemeinde Palamuse/Estland; † 23. März 1953 in Tartu) war ein estnischer Schriftsteller.

## Lebenslauf
Oskar Luts besuchte 1894 die Dorfschule von Änkküla und anschließend von 1895 bis 1899 die Kirchspiel-Schule von Palamuse. Von 1899 bis 1902 ging er auf die Realschule (Reaalkool) in Tartu. Ab 1903 lernte er als Apothekerlehrling in Tartu und Narva, ab 1908 in Tallinn und Sankt Petersburg. Von 1911 bis 1914 studierte Luts Pharmazie an der Universität Tartu. Er nahm als Apotheker am Ersten Weltkrieg teil. 1919/20 war er Mitarbeiter der Universitätsbibliothek Tartu und Buchhändler. Ab 1922 ließ er sich endgültig als freiberuflicher Schriftsteller in Tartu nieder.
Oskar Luts' Bruder war der estnische Filmregisseurs Theodor Luts (1896–1980).

## Literarisches Werk
Oskar Luts war einer der beliebtesten Schriftsteller Estlands. Bereits seine frühen realistischen Komödien Paunvere, Kapsapea und Ärimehed (alle 1913 erschienen) waren Erfolge. 
Seinen Durchbruch erzielte er mit dem auf eigenen Erinnerungen beruhenden Schulroman Kevade (2 Bände, 1912/13) sowie den Folgeerzählungen Suvi (2 Bände, 1918/19), Tootsi pulm (1921), Argipäev (1924) und Sügis (1938, 2. Band 1988). Die Charaktere der Romane sind die bekanntesten und beliebtesten Gestalten der estnischen Literatur. Die Verfilmung seines Romans Kevade gehört zu den erfolgreichsten estnischen Leinwandproduktionen aller Zeiten.
Sentimental-naturalistisch sind auch viele andere Werke von Luts, der einer der produktivsten Autoren seiner Zeit war. Psychologisch geprägte Jugendstudien sind Andrese elukäik (1923), Õpilane Valter (1927) und Väino Lehtmetsa noorpõlv (1935). Melodramatischere, moralhafte Prosa enthalten die Werke Iiling (1924), Olga Nukrus (1926), Udu (1928) und Pankrott (1929). Tragikomische und groteske Elemente prägen die Erzählungen Tagahoovis (1933) und Vaikne nurgake (1934).
Zwischen 1930 und 1941 veröffentlichte Luts seine 13-bändigen Memoiren. Daneben war er Autor zahlreicher feuilletonistischer Beiträge, Theaterstücke (Ülemiste vanake, 1919), Erzählungen für Kinder (Nukitsamees und Inderlin, beide 1920) sowie Übersetzungen aus dem Russischen.

## Deutsche Übersetzungen
Von Oskar Luts liegt auf Deutsch nur eine kurze Erzählung vor:
- Schustervolk. Übersetzt von Arthur Behrsing, in: Estländisch-deutscher-Kalender 1927, Dorpat 1926, S. 132–135.